# The Masterful Cat Is Depressed Again Today
Dekiru Neko wa Kyō mo Yūutsu (яп. デキる猫は今日も憂鬱 Дэкиру нэко ва кё: мо ю:уцу, «Способный кот и сегодня в депрессии») — японская манга, написанная и проиллюстрированная Хицудзи Ямадой. Начала выходить в разделе Suiyōbi no Sirius на сайте Nico Nico Seiga в августе 2018 года. В октябре 2021 года начала публиковаться в Monthly Shonen Sirius. Аниме-сериал, снятый студией GoHands, транслировался с июля по сентябрь 2023 года.

## Сюжет
Молодая девушка-клерк Саку живёт одна вместе со своим котом Юкити — животным необычайных размеров и особого характера. Юкити отличается высоким уровнем интеллекта и активно заботится о порядке в доме и о своей хозяйке, которая порой пренебрегает собой и своим жилищем.

## Персонажи
- Саку Фукудзава (яп. 福澤 幸来 Фукудзава Саку) — молодая офисная служащая, работающая мастером в крупной компании. Беззаботная и рассеянная, не слишком внимательно заботится о себе, склонна к накопительству и частому злоупотреблению алкоголем. После того как она взяла к себе кота Юкити и поняла его исключительный характер, её жизнь значительно изменилась к лучшему. Несмотря на кажущуюся леность, при необходимости проявляет себя как ответственный и эффективный работник.

Сэйю: Юи Исикава
- Юкити (яп. 諭吉) — гигантский чёрный кот, живущий с Саку в её квартире. По размеру он сопоставим с человеком и обладает необычайным интеллектом. Юкити умеет ходить на задних лапах и использовать различные инструменты и бытовые приборы. Он обладает хорошей памятью и быстро обучается новым навыкам. Кроме того, кот отлично готовит, чем очень гордится. Пока хозяйка на работе, Юкити заботится о порядке в доме, готовит еду и выполняет домашние обязанности. Несмотря на утверждения, что он сблизился с Саку исключительно ради еды, со временем стало очевидно, что кот привязался к ней, беспокоится о её здоровье и поддерживает в повседневных трудностях.

Сэйю: Хироки Ясумото
- Юри Сибасаки (яп. 柴咲 ゆり Сибасаки Юри) — коллега Саку.

Сэйю: Аи Какума
- Каору Оридзука (яп. 織塚 馨 Оридзука Каору) — начальник Саку.

Сэйю: Кацуюки Кониси
- Рио Нисина (яп. 仁科 理央 Нисина Рио) — работница продуктового магазина, где закупается Юкити.

Сэйю: M.A.O
- Руководитель магазина (яп. 店⾧ тэнтё:) — заведующий продуктовым магазином.

Сэйю: Мию Ирино
- Юмэ (яп. 優芽) — племянница Каору.

Сэйю: Аяна Такэтацу
- Мать Юмэ (яп. 優芽の母 Юмэ но хаха) — старшая сестра Каору.

Сэйю: Ёко Хикаса
- Бабушка Юмэ (яп. 優芽の祖母 Юмэ но собо) — мать Каору.

Сэйю: Тамиэ Кубота
- Мать Саку (яп. 幸来の母 Саку но хаха)

Сэйю: Сатоми Сато
- Отец Саку (яп. 幸来の父 Саку но тити)

Сэйю: Дзюн Фукуяма
- Осиро (яп. 尾代) — коллега Саку.

Сэйю: Аои Инасэ
- Мэй (яп. メイ) — соседка Саку.

Сэйю: Котоэ Тайти

## Медиа

### Манга
Автор и иллюстратор Хицудзи Ямада. Манга начала публиковаться в разделе Suiyōbi no Sirius («Сириус среды») на сайте Nico Nico Seiga 22 августа 2018 года. На бумаге она печатается в Monthly Shōnen Sirius с 26 октября 2021 года. Издательство «Коданся» издало главы манги в отдельные танкобоны. Первый том вышел 9 апреля 2019 года. К 9 апреля 2025 годы вышло 11 томов.
В Северной Америке манга издана по лицензии на английском языке компанией Seven Seas Entertainment.

#### Список томов
| №  | Дата публикации      | ISBN                   |
| -- | -------------------- | ---------------------- |
| 1  | 9 апреля 2019 года   | ISBN 978-4-06-515173-0 |
| 2  | 9 сентября 2019 года | ISBN 978-4-06-516903-2 |
| 3  | 9 апреля 2020 года   | ISBN 978-4-06-519050-0 |
| 4  | 9 декабря 2020 года  | ISBN 978-4-06-521586-9 |
| 5  | 9 июня 2021 года     | ISBN 978-4-06-523514-0 |
| 6  | 9 июня 2022 года     | ISBN 978-4-06-528097-3 |
| 7  | 9 февраля 2023 года  | ISBN 978-4-06-530568-3 |
| 8  | 8 августа 2023 года  | ISBN 978-4-06-532528-5 |
| 9  | 8 марта 2024 года    | ISBN 978-4-06-534788-1 |
| 10 | 9 сентября 2024 года | ISBN 978-4-06-536740-7 |
| 11 | 9 апреля 2025 года   | ISBN 978-4-06-538973-7 |

### Аниме
В мае 2022 года было объявлено, что сериал будет адаптирован в формат аниме. Сериал был создан студией GoHands. Режиссёром проекта выступил Кацумаса Ёкомине, главным режиссёром — Сусуму Кудо. Дизайн персонажей разработал Такаюки Утида, также осуществлявший контроль анимации, сценарий написал Тамадзо Янаги. Эпизоды транслировались с 8 июля по 30 сентября 2023 года, в программном блоке Animeism на телеканале MBS и в эфире других другие аффилированных компаний. Открывающая песня «Ureu Kado ni wa Fuku Kitaru» (яп. 憂う門には福来たる Урэу кадо ни ва фуку китару, «Где в доме горести, там в воротах радости») исполнила певица под псевдонимом somei. Американский сервис потокового вещания Crunchyroll транслировал эпизоды сериала за пределами Японии. Китайский дистрибьютор контента Medialink лицензировал сериал в Южной, Юго-Восточной Азии и Океании (кроме Австралии и Новой Зеландии) и транслировал его на YouTube-канале Ani-One Asia. Netflix добавил сериал в свой каталог в Индии в декабре 2023 года.

#### Список серий
| №  | Название | Режиссёр                        | Автор сценария                                  | Дата премьеры       |
| -- | --- | ------------------------------- | ----------------------------------------------- | ------------------- |
| 1  | The Masterful Cat Is Depressed Again Today «Дэкиру нэко ва кё: мо ю:уцу» (デキる猫は今日も憂鬱)                   | Синго Судзуки, Кацумаса Ёкоминэ | Синго Судзуки, Кацуюки Кодэра                   | 8 июля 2023 г.      |
| 2  | The Masterful Cat Has Grown Big «Дэкиру нэко ва оокику содатта» (デキる猫は大きく育った)                          | Масаюки Татибана, Сёхэй Адати   | Кацуюки Кодэра, Кацумаса Ёкоминэ                | 15 июля 2023 г.     |
| 3  | A Masterful Cat Is Good at Giving Care «Дэкиру нэко ва осэва га дэкиру» (デキる猫はお世話がデキる)                | Масаюки Татибана, Сёхэй Адати   | Кацуюки Кодэра                                  | 22 июля 2023 г.     |
| 4  | A Masterful Cat Goes to the Aquarium «Дэкиру нэко ва суйдзокукан ни ику» (デキる猫は水族館に行く)                 | Тэцуити Ямагиси                 | Кацуюки Кодэра, Кацумаса Ёкоминэ                | 29 июля 2023 г.     |
| 5  | A Masterful Cat Also Goes to Birthday Parties «Дэкиру нэко ва отандзё:кай ни мо ику» (デキる猫はお誕生会にも行く) | Тэцуити Ямагиси                 | Кацуюки Кодэра, Кацумаса Ёкоминэ                | 5 августа 2023 г.   |
| 6  | A Masterful Cat Is Photogenic «Дэкиру нэко ва сясин уцури га ий» (デキる猫は写真映りがいい)                       | Сёхэй Адати, Масаюки Татибана   | Кацуюки Кодэра, Кацумаса Ёкоминэ                | 12 августа 2023 г.  |
| 7  | A Masterful Cat Is Able to DIY «Дэкиру нэко ва ди: ай вай мо дэкиру» (デキる猫はDIYもデキる)                      | Сёхэй Адати, Масаюки Татибана   | Кацуюки Кодэра, Кацумаса Ёкоминэ                | 19 августа 2023 г.  |
| 8  | A Masterful Cat Has a Lot of Worries «Дэкиру нэко ва симпай га о:й» (デキる猫は心配が多い)                        | Кацумаса Ёкоминэ                | Кацуюки Кодэра, Синго Судзуки, Кацумаса Ёкоминэ | 31 августа 2023 г.  |
| 9  | A Masterful Cat Is Popular «Дэкиру нэко ва нацукарэру» (デキる猫は懐かれる)                                       | Кацумаса Ёкоминэ                | Кацуюки Кодэра, Кацумаса Ёкоминэ                | 2 сентября 2023 г.  |
| 10 | A Masterful Cat Can Watch the House? «Дэкиру нэко ва русубан на дэкиру?» (デキる猫は留守番がデキる？)             | Тэцуити Ямагиси                 | Кацуюки Кодэра, Кацумаса Ёкоминэ                | 9 сентября 2023 г.  |
| 11 | A Masterful Cat Also Cares About Health «Дэкиру нэко ва кэнко: ни ки во цукау» (デキる猫は健康に気をつかう)       | Тэцуити Ямагиси                 | Кацуюки Кодэра, Кацумаса Ёкоминэ                | 16 сентября 2023 г. |
| 12 | The Masterful Cat Runs Away from Home? «Дэкиру нэко ва иэ во дэтэику?» (デキる猫は家を出て行く？)                 | Сёхэй Адати                     | Кацуюки Кодэра, Кацумаса Ёкоминэ                | 23 сентября 2023 г. |
| 13 | The Masterful Cat Is Depressed Tomorrow As Well «Дэкиру нэко ва асита мо ю:уцу» (デキる猫は明日も憂鬱)            | Сёхэй Адати                     | Кацуюки Кодэра, Кацумаса Ёкоминэ                | 30 сентября 2023 г. |

## Критика
Аниме-сериал занял одиннадцатое место в списке «Комиксы, рекомендованные сотрудниками национальных книжных магазинов» в 2020 году, составленном книжным интернет-магазином «Honya Club», манга заняла восемнадцатое место в рейтинге Next Manga Award в веб-категории.

## Заметки
1. ↑  Указан как главный режиссёр (яп. 総監督 со: кантоку)
2. ↑  Составитель серий (яп. シリーズ構成)
3. ↑  Сценарист (яп. 脚本)
4. ↑  Премьера сериала на канале MBS состоялась в 26:23 по времени JST 7 июля 2023 года, что фактически соответствует 2:23 ночи 8 июля[22]